# جاي ميريل بلانشارد
جاي ميريل بلانشارد (بالإنجليزية: J. Merrill Blanchard)‏ هو لاعب كرة قدم أمريكية أمريكي، ولد في 26 أبريل 1881 في Winterport, Maine ‏ في الولايات المتحدة، وتوفي في 3 أبريل 1914 في ويليامزبرغ في الولايات المتحدة.